# Purio
Purio è un comune (corregimiento) della Repubblica di Panama situato nel distretto di Pedasí, provincia di Los Santos. Si estende su una superficie di 24 km² e conta una popolazione di 494 abitanti (censimento 2010).